# Ликертова скала
Ликертова скала је врста скале ставова која се састоји од низа тврдњи посвећених различитим аспектима неког става. Она се даје испитанику са задатком да за сваку поједину тврдњу изрази степен свог слагања или неслагања, по правилу, на петостепеној скали као: „уопште се не слажем”, „не слажем се”, „немам мишљење”, „слажем се”, „потпуно се слажем”. Сваки одговор испитаника се бодује на одговарајући начин, а онда се сабирањем бодова за сваку тврдњу добија укупни скор који изражава став испитаника, у одређеној мери позитиван или негативан према објекту става. Погодна је за обраду факторском анализом, што представља предност овог типа скале.